# Зиновий (Мажуга)
Митрополит Зиновий (груз. მიტროპოლიტი ზინობი, в миру Захария Иоакимович Мажуга, груз. ზაქარია აკიმის ძე მაჟუგა, в схиме Серафим; 14 сентября 1896, Глухов, Черниговская губерния — 8 марта 1985, Тбилиси, Грузия) — епископ Грузинской православной церкви, с 1960 года на Тетрицкаройской кафедре, с 1972 года в сане митрополита.
25 марта 2009 года канонизирован как местночтимый святой Священным синодом Украинской православной церкви. Память совершается 9 сентября (по юлианскому календарю) в день собора преподобных отцов Глинских.
30 ноября 2017 года Архиерейским собором Русской православной церкви причислен к лику общецерковно почитаемых святых в составе собора Глинских святых с общим днем памяти 9/22 сентября.

## Биография
Родился 14 сентября 1896 года в городе Глухове в семье рабочего. Рано осиротел, воспитывался в семье дяди, жил в нищете. Был отдан в дом трудолюбия при Глинской пустыни, где закончил приходскую школу и научился портновскому делу. В 1912 году Захария стал послушником в Глинской пустыни. Его духовным отцом был отец Герасим.
Во время Первой мировой войны был призван в действующую армию, где простудил ноги и заболел экземой, которая мучила его всю жизнь. Впоследствии к ней прибавился тромбофлебит и незаживающие трофические язвы. После демобилизации вернулся в Глинскую пустынь.
В июне 1920 года был пострижен в рясофор, а в марте 1921 года — в монашество с именем Зиновий в честь священномученика Зиновия Егейского. Распространена версия о принятии им пострига в день Благовещения в 1917 году, но это не подтверждается архивными данными.
В 1922 году, после закрытия Глинской пустыни, переехал на Кавказ; поселился в Драндском Успенском монастыре близ Сухума. Был рукоположён во иеродиакона, а в 1925 году — во иеромонаха. В 1925—1930 годах служил в церкви святителя Николая в Сухуме. Вместе с другими организовывал в горах монашескую общину, в которой проживали старцы различных монастырей (из Киево-Печерской, Почаевской и других обителей). Через несколько лет властями был выслан из Грузии и поселился в Ростове-на-Дону, где служил в церкви Святой Софии.
В 1936 году был арестован и приговорён к ссылке в Среднюю Азию. В течение семи месяцев содержался в распределителе, где заболел малярией. По выздоровлении был направлен на Урал, где провёл пять лет. В заключении продолжал совершать богослужения: крестил, исповедовал и отпевал заключённых, используя вместо епитрахили полотенце.
После заключения вернулся в Грузию; в Тбилиси он познакомился с патриархом Грузии Каллистратом и по его благословению с 1942 по 1945 год служил в тбилисском Сионском Успенском соборе и был духовником скита святой Ольги в городе Мцхета.
В 1945 году возведён в сан игумена.
В 1945—1947 годы служил в храме святителя Николая в селе Кирово (Армения), в 1947—1950 годы — настоятель Свято-Духовского храма в Батуми.

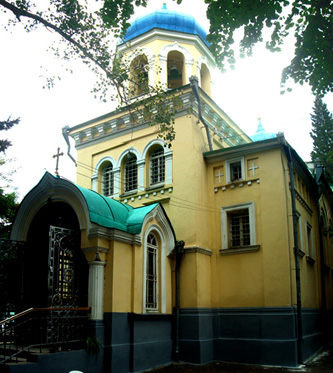
Александро-Невская церковь в Тбилиси, настоятелем которой митрополит Зиновий был 25 лет

Могила митрополита Зиновия

В 1950 году возведён в сан архимандрита и назначен настоятелем Александро-Невской церкви в Тбилиси. 11 июня 1952 года назначен членом Священного синода Грузинской православной церкви.
30 декабря 1956 года рукоположён во епископа. 6 марта 1957 года назначен епископом Степанованским, викарием Патриарха всея Грузии. В 1960 году патриархом Ефремом II переведён на Тетрицкаройскую кафедру.
В 1972 году возведён в сан митрополита.
До конца своей жизни проживал в келье при храме Александра Невского в Тбилиси, отказывался от предложения Патриарха переехать в резиденцию, соответствующую его архиерейскому достоинству; ежедневно совершал литургию.
Среди его духовных чад был будущий патриарх Илия II, которого он постриг в монашество. Пользовался уважением со стороны московских патриархов Алексия I и Пимена.
За два года до смерти тайно принял схиму с именем Серафим в честь преподобного Серафима Саровского.
В 1975 году вместе со схиархимандритом Виталием (Сидоренко) основал в доме последнего в пригороде Тбилиси Дидубе (ныне в черте города) Святорусско-Иверский женский монастырь, ставший, по некоторым оценкам, русским духовным центром Закавказья. Духовным чадом был архимандрит Модест (Потапов), который также возродил два монастыря и был наместником Свято-Иверского женского монастыря и Свято-Донского Старочеркасского мужского монастыря — оба в городе Ростове-на-Дону.
Скончался 8 марта 1985 года. Отпевание по монашескому чину совершил католикос-патриарх Илия II. Погребён у северной стены церкви Александра Невского в Тбилиси.
25 марта 2009 года Священным синодом Украинской православной церкви Московского патриархата схимитрополит Серафим был прославлен как местночтимый святой с днём памяти 9 сентября (по юлианскому календарю). Чин прославления состоялся 21 августа 2010 года в Глинской пустыни. Богослужение возглавил митрополит Киевский и всея Украины Владимир.
30 ноября 2017 года Архиерейским собором Русской православной церкви причислен к лику общецерковно почитаемых святых в составе собора Глинских святых с общим днем памяти 9/22 сентября. При этом было отмечено, что Грузинская православная церковь, в канонической юрисдикции которой он закончил свое служение, также почитает его как подвижника и поддерживает его прославление в соборе Глинских святых.
- наперсный крест (1943 год, наградил патриарх Сергий);
- палица (1949 год);
- ношение креста на клобуке (17 ноября 1958 году);
- ордена святой Нины 1-й и 2-й степени (Грузинская православная церковь);
- орден святого Владимира 1-й степени (Русская православная церковь);
- орден апостола Марка 2-й степени (Александрийская православная церковь);
- орден святого Великомученика Георгия 1-й[9] и 2-й степени (Грузинская Православная Церковь)
- орден святых Кирилла и Мефодия 2-й степени (Православная церковь Чешских земель и Словакии).